# Mhaïreth
Mhaïreth este o comună din Regiunea Adrar, Mauritania.